# Vila Propício
Vila Propício este un oraș în Goiás (GO), Brazilia.